# Weta chopardi
Weta chopardi är en insektsart som beskrevs av Heinrich Hugo Karny 1937. Weta chopardi ingår i släktet Weta och familjen grottvårtbitare. Inga underarter finns listade i Catalogue of Life.